# Altarnun
Altarnun is een civil parish in het Engelse graafschap Cornwall. In 2001 telde het dorp 976 inwoners.